# 안강민
안강민(安剛民, 1941년 5월 26일 ~ )은 제37대 서울지방검찰청 검사장을 역임한 법조인이다. 부친은 부산문화사장을 역임한 안성수, 공학박사를 지낸 안재휴와 연세대 교수를 안삼환이 같은 집안이다.

## 생애
1941년 5월 26일 경상남도 마산에 있는 광주 안씨 집안에서 태어난 안강민은 경기고등학교(55회)와 서울대학교 법학과를 졸업하고 1967년 제8회 사법시험에 합격하여 1969년 육군 법무관을 거쳐 1972년 대구지방검찰청 검사에 임용되었다.
대구지방검찰청 검사로 있으면서 경상북도 전기고 부정입시사건이 발생하여 교육감이었던 김주만이 사망에 이르게 한 사건이 있었으며 피고인 13명은 모두 위계에 의한 공무집행방해로 징역1년에서 3년까지 각각 구형했다.
부산지방검찰청 검사로 있으면서 한국교회사회선교협의회 성명 사건에서 철야 수사를 맡았으나 상부에서 형사문책유보 결정이 있으면서 '주모자 구속 검토'가 '전원 귀가 조치'로 바뀌어 종결됐다.
서울지방검찰청 고등검찰관으로 있던 1987년 11월 5일에 사회정화에 기여한 공로가 있는 유공자에게 훈, 포상을 하면서 안강민은 홍조근정훈장을 받았다.
서울지방검찰청 특수부 검사로 재직하던 1988년 1월 21일에 수해지구에 배급된 쌀 등을 싸게 사들여 재동한 뒤에 일반미와 반씩 썩어 양곡상에 팔았던 업자 대표 등 4명을 양곡관리법 위반으로 구속했다. 2월 11일에 외교관 면세 차량 11대와 도난 당한 고급차 18대를 싸게 사들여 자동차등록관계 서류 일체를 위조, 부정등록한 다음 고가에 팔아 5억여원의 부당이득을 챙긴 4명을 구속했다. 4월 30일에 올림픽선수촌 및 페일리아파트 신축용으로 서울시 등이 보관해온 관,민수용 시멘트 30여만 부대를 시중으로 빼돌려 6억 7천만원을 가로챈 사람들을 구속했다. 5월 26일에 연간 20억원대의 불량 콘센트 등 전기제품을 만들어 건축업자에게 대량 납품해온 5명을 구속했다. 7월 1일에 강남구청 재무국장으로 있으면서 임야에 관광호텔을 지을 수 있도록 사업승인을 받게 해주겠다며 건축업자로부터 450만원을 받은 서초구청 기획계장과 서울시 관광과에 근무하면서 같은 명목으로 700만원을 받은 공무원을 구속했다. 8월 15일에 최열곤 서울시교육감을 인사청탁 및 사학재단운영과 관련한 4500만원의 금품을 받은 혐의로 특가법 위반으로 구속했다. 8월 29일에 임야 3000평을 평당 800원에 매입해 같은 날 평당 1만원씩 되파는 등 1년동안 전국 각지 임야와 전답 20여만평을 전매해 30역억원을 벌었던 사람을 구속했다.
서울지방검찰청 특수부 제1부장검사로 있다가 1988년 8월 25일에 단행된 검찰 인사를 앞두고 다른 검사들과 마찮가지로 안강민도 공안부 검사를 고사했음에도 불구하고 서울지방검찰청 공안 제1부 부장검사에 발탁되었다.
서울지방검찰청 공안1부로 있던 1989년 2월 3일에 당초 법원에서 중형이 선고되더라도 사면할 방침이 확정되었던 대한항공 858편 폭파 사건 김현희를 안기부로부터 이첩받아 불구속기소했다. 3월에 정부가 체제수호를 위해 공권력을 강력하게 행사하기로 결정하면서 검찰은 과거 시국사건 관련자들의 명단을 확보하면서 전민련, 전노협, 전대협 등 재야,노동,학생단체의 핵심 구성원에 대한 내사에 착수하고 그동안 발표한 성명, 유인물, 연설 녹음테이프를 정밀 분석하고 재야단체 등에서 개설한 50여개 교양강좌와 전국 59개 노동상담소에 대한 수사를 하면서 국가보안법 위반 혐의에 대해 강습소 설립단체의 책임자를 구속하였다 5월 31일에 방북했던 문익환 목사와 유원엔지니어링 대표 유원호를 국가보안법 위반 혐의로 49일만에 기소했다. 서경원 밀입북 사건을 수사하면서 김대중 평민당 총재에 대한 피의사실공표죄 논란이 있은 가운데 8월 25일에 평민당 김대중 총재, 김원기 원내총무, 이철용 의원의 운전사 오동철 등 4명을 국가보안법 위반(불고지) 등으로 불구속기소했다. 이와 관련하여 국회 법사위에서 ]]평민당]]이 정치보복으로 규정하였다.
대검찰청 중앙수사부장으로 있었던 1995년말 노태우 전 대통령 비자금 사건 수사 당시 전직 대통령과 이건희 삼성그룹 회장 등 재벌총수 7명을 법정에 세워  말 한마디와 표정 하나 하나 뉴스거리'가 됐던 안강민은 1999년 6월 3일 "바람부는대로,물흐르는대로 가야지..."라는 한마디를 남기고 검찰을 떠나며 변호사 개업했다.
서울지방검찰청 공안1부 부장검사로 서경원 전 의원의 밀입북 관련 사건을 수사를 했던 안강민은 1999년 11월 24일 이 사건에 대해 안기부의 조작 여부를 재수사하는 검찰에 의해 서울 시내 모처에서 조사했다.
대북송금 의혹 등에서 특별검사 후보로 거론되었던 안강민은 한나라당이 2003년 12월 29일 상임운영위와 운영위원회 열어 선임한 공천심사위원회 위원에 선임되었다. 공천심사위원으로서  "요즘 젊은 세대들이 주적을 북한이 아니라 미국이라고 얘기하고 하는데 이런 인식을 어떻게 바꿀 것인가"라고 물었으며 "김용갑 의원이 공천에서 배제 될 경우 공천심사위원을 사퇴하겠다"고 하면서 한나라당의 보수 회귀를 주장했다. 비례대표 의원으로 2007년 제17대 대통령 선거에서 한나라당 후보 국민 검증위원회 위원장을 맡았으나 이명박 후보의 차명주식 보유 의혹 등에 대해 "검증위원회 자체의 존재의의마저 상실된 것이 아닌가 회의를 느낀다. 각종 의혹 사항을 규명해 실체적 진실을 밝히기에 한계를 느꼈다"고 말했다.
대검찰청 중수부장 시절 검찰사에 길이 남을 2002년 불법 대선자금 수사를 지휘한 안대희 서울고검장이 “역대 중수부장 가운데 심재륜·안강민 선배를 가장 존경합니다"고 말했다.
1982년 9월 대남공작부서인 북한 노동당 연락부 부부장 송창섭(당시 62세)에게 포섭돼 25년 동안 간첩 활동을 한 ‘송씨일가 간첩단 사건'에 대해 당시에도 대법원에서 무죄판결이 있는 등 간첩 조작 논란이 끊이지 않다가 결국 과거사 진상규명을 통해 재심에서 무죄가 확정되자 당시 서울지방검찰청에서 이 사건을 담당했던 안강민 변호사는 "안기부 사건을 송치받아서 기록을 검토했는데 박씨의 어머니가 안기부에서 진술한 내용을 순순히 시인해서 조작이라는 느낌은 못받았다"고 말했다.

## 학력
- 경기고등학교
- 서울대학교 법학 학사

## 경력
- 1972년 8월 14일 대구지방검찰청 검사[26]
- 1974년 8월 23일 부산지방검찰청 검사[27]
- 1977년 대전지방검찰청 검사
- 1979년 서울지방검찰청 검사
- 1982년 대검찰청 공안사무과 과장검사
- 1983년 대검찰청 중앙수사부 제4과 과장검사
- 1984년 대검찰청 중앙수사부 제3과 과장검사
- 1986년 서울지방검찰청 북부지청 형사2부 부장검사
- 1987년 서울지방검찰청 특수부 제1부장검사
- 1988년 8월 25일 서울지방검찰청 공안 제1부 부장검사
- 1990년 11월 5일 ~ 1991년 7월 31일 제7대 부산지방검찰청 울산지청 지청장
- 1991년 서울지방검찰청 동부지청 차장검사
- 1992년 서울지방검찰청 제1차장검사
- 1993년 3월 23일 ~ 1993년 9월 21일 제17대 서울지방검찰청 남부지청 지청장
- 1993년 대검찰청 감찰부 부장검사
- 1994년 대검찰청 공안부 부장검사
- 1995년 대검찰청 중앙수사부 부장검사
- 1997년 1월 23일 ~ 1998년 3월 22일 제37대 서울지방검찰청 검사장
- 1998년 ~ 1999년  대검찰청 형사부 부장검사
- 1999년 ~  변호사안강민법률사무소 변호사
- 1999년 9월 21일 ~ SBS 자문 변호사[28]
- 2000년 4월 현대강관 사외이사[29]
- 2003년 현대하이스코 사외이사[30]
- 2003년 현대자동차 사외이사[31]
- 2005년 4월 대우종합기계 사외이사[32]
- 2005년 4월 두산인프라코어 사외이사[33]

## 논란

### KAL 폭파 사건
1987년 대한항공 858편 폭파 사건 수사를 맡아 1989년 2월 김현희를 불구속 기소했던 안강민은 "북한의 테러로 인해 발생했다는 사실은 100% 진실인 만큼 재조사를 한다 해도 개의치 않는다"며 조작 의혹을 정면 부인하면서 "지금 제기되고 있는 재조사 논란은 우리 사회에 널리 퍼져있는 불신풍조 때문"이라며 "KAL기 사건이 북한의 공작에 의해 발생했다는 사실은 더 이상 언급할 가치도 없다"고 밝혔다.

### 안기부 X파일
국회의원 노회찬이 국회에서 안기부의 도청 녹취록을 공개하면서 안강민에 대해 "기본 떡값"을 받은 것으로 나오자 이학수 부회장과는 일면식도 없고, 홍석현 대사와는 공식석상에서 한번 만난 적이 있을 뿐이학수 부회장과는 일면식도 없고, 홍석현 대사와는 공식석상에서 한번 만난 적이 있을 뿐"법적 조치를 취하겠다"고 하면서 "안그래도 이전에 내가 아는 국회의원 한 사람이 이런 일이 있을 거라고 해서 내가 내 이름을 빼지 않으면 법적 조치를 취하겠다고 말한 적이 있다"며 "결코 떡값을 받은 일이 없다. 법적인 검토를 통해 방법을 찾겠다 명예훼손 소송이든 다른 것이든 조치를 취할 것"이라고 밝혔고, 곧 자신을 떡값을 받았다고 지목한 것에 대하여 형사고소하여 재판이 이루어지고 있다. 1심에서는 승소했으나 2심에서는 패소하였다.